# Кубо Такефуса
Кубо Такефуса (яп. 久保 建英; нар. 4 червня 2001) — японський футболіст, що грає на позиції півзахисника.

## Клубна кар'єра
Протягом 2016–2019 років грав за команду «Токіо». З 2019 року захищає кольори «Реал Мадрид».

## Кар'єра в збірній
З 2017 року залучався до складу молодіжної збірної Японії, з якою брав участь у молодіжних чемпіонатах світу 2017.
Дебютував 2019 року в офіційних матчах у складі національної збірної Японії. У формі головної команди країни зіграв 7 матчів.

## Статистика виступів
| Збірна Японії | Збірна Японії | Збірна Японії |
| Рік           | Матчі         | Голи          |
| ------------- | ------------- | ------------- |
| 2019          | 7             | 0             |
| Загалом       | 7             | 0             |